# Atentados no aeroporto de Istambul
Os atentados no aeroporto de Istambul foram uma série de ataques ocorridos em 28 de junho de 2016 no Aeroporto de Istambul Atatürk, o maior aeroporto da Turquia, e terceiro mais movimentado da Europa. De acordo com o primeiro-ministro turco Binali Yıldırım, ao menos 42 pessoas foram mortas e outras 239 ficaram feridas, além dos próprios terroristas. Um tiroteio aconteceu no estacionamento do aeroporto, ao mesmo tempo que explosões ocorreram no portão de desembarque internacional do aeroporto, causados por homens-bomba.
A polícia turca acredita que o Estado Islâmico do Iraque e do Levante seja o responsável pelos ataques, porém nenhum grupo assumiu a autoria do mesmo.

## Os ataques
Durante pronunciamento oficial transmitido pelas emissoras turcas, o ministro da Justiça da Turquia, Bekir Bozdağ, disse que um terrorista abriu fogo contra passageiros no terminal internacional do aeroporto de Atatürk, e outro explodiu no mesmo lugar. Além disso, um terceiro suspeito, que também era homem-bomba, provocou uma explosão no estacionamento do aeroporto.

## Reações
O Ministério do Interior turco montou um centro de crise, para acompanhar e monitorar a situação. Todos os voos foram cancelados e o aeroporto segue fechado.

### Brasil
O Itamaraty informou que não há registros de brasileiros entre as vítimas. O Ministério disse ainda, através da sua assessoria de imprensa, que o consulado brasileiro na cidade está mobilizado para atender a comunidade brasileira e que permanece em contato com as autoridades locais. O Consulado-Geral do Brasil em Istambul criou um plantão, com diversos canais, para atender aos cidadãos brasileiros. Em nota, o Governo brasileiro transmitiu "sinceras condolências aos familiares das vítimas, assim como sua solidariedade ao povo e ao Governo da Turquia", e reiterou "seu firme repúdio a qualquer forma de terrorismo".
No dia seguinte, o ministro dos Transportes, Portos e Aviação Civil, Maurício Quintella, afirmou que a segurança nos aeroportos de todo o país foram reforçados, sobretudo por conta dos Jogos Olímpicos Rio 2016. Durante coletiva de imprensa do Departamento de Controle do Espaço Aéreo (Decea), o ministro disse que áreas públicas receberão "atenção especial" do serviço de inteligência.

### Outros países
- Alemanha - O Auswärtiges Amt, emitiu uma nota dizendo que tudo indica que os ataques tem caráter terrorista, e que a Alemanha lamenta pelas vítimas e suas famílias. O Ministério ainda afirmou que o país está "do lado da Turquia".[13]

- Grécia - Através do Twitter, o Ministério de Relações Exteriores da Grécia se disse "chocado e revoltado com o novo ataque terrorista", e que o país está "solidário com os nossos vizinhos e amigos, contra o terror".[14]

- Reino Unido - O primeiro-ministro do país, David Cameron, publicou uma mensagem, na conta do governo britânico, no Microblogging Twitter dizendo estar "horrorizado pelos ataques em Istambul... Esta noite, nossos pensamentos e orações estão com todos aqueles que foram afetados".[15]